# 万州长江三桥
万州长江三桥，又称“万州长江公路三桥”、“牌楼长江大桥”，是位于中国重庆市万州区的一座公路斜拉桥，跨越长江，距上游的万州长江大桥约4.2公里，距下游的万州长江二桥约4.8公里，连接北岸的牌楼街道万明路和南岸的陈家坝街道中部路，两岸各设一座互通立交分别与南滨大道、北滨大道相连。桥梁主线总长约2.12公里，设计桥型为主跨730米的双塔斜拉桥，是万州区境内的第四座长江大桥（前三座分别为：万州长江大桥、万州长江二桥、宜万铁路万州长江大桥）。桥梁概算投资约19.46亿元，计划建设工期48个月，于2019年5月30日正式竣工通车。

## 设计
主桥设计为双塔斜拉桥，主跨730米，跨度布置为：4×57.5米+730米+4×57.5米，桥面宽度36米，双向六车道，设计行车速度60公里/小时，设计荷载等级：公路-Ｉ级；通航标准：一级通航；地震烈度：Ⅵ度，按Ⅶ度设防。大桥南塔高248.12米，北塔高208.2米。
设计单位为中铁大桥勘测设计院集团有限公司和长江水利委员会长江勘测规划设计研究院；施工单位为四川公路桥梁建设集团有限公司。

## 建设历程
- 2004年，万州长江三桥被纳入国家《长江干流桥梁（隧道）建设规划》。[5]
  - 3月25日，重庆市发改委正式批准万州长江三桥立项。[6]
- 2005年，万州区江南新区开始筹建万州长江三桥，当时规划项目位于长江南岸江万船厂附近至北岸原东方制药厂附近，桥长1.4142公里，桥面宽度：2.75米（人行道）+15米（四车道公路）+2.75米（人行道）+桥梁构造所需宽度（主桥），桥型方案为：9×40米简支T梁+（160+360+160）米斜拉桥+9×40m简支T梁，总投资4.7亿元。[7]
- 2010年5月17日，万州长江三桥被纳入《关于加快把万州建成重庆第二大城市的决定》重点支持项目。
  - 7月14日，重庆市召开专题会议研究部署万州长江三桥前期工作。
  - 7月26日，万州长江三桥工程建设领导小组和项目部成立，标志着长江三桥建设前期工作正式启动。
- 2011年12月31日，国家发改委批复，同意万州长江三桥立项建设。
- 2012年1月15日，万州长江三桥正式开工建设。[5]
  - 4月5日，万州长江三桥正式获得重庆市发改委工程可行性研究批复。[8]
  - 6月，万州长江三桥通过初步设计审查。[3]
- 2013年4月12日，万州长江三桥施工图设计通过审查。[9]
- 2014年4月1日，万州长江三桥工程地质勘察报告通过审查。[10]
  - 5月，万州长江三桥南岸接线基本完工。[11]
- 2019年5月30日，大桥正式竣工通车。[12]